# Volker Melchior
Volker Melchior (* 21. Dezember 1939 in Plauen; † 25. Juli 2017) war ein deutscher Maler und Grafiker.

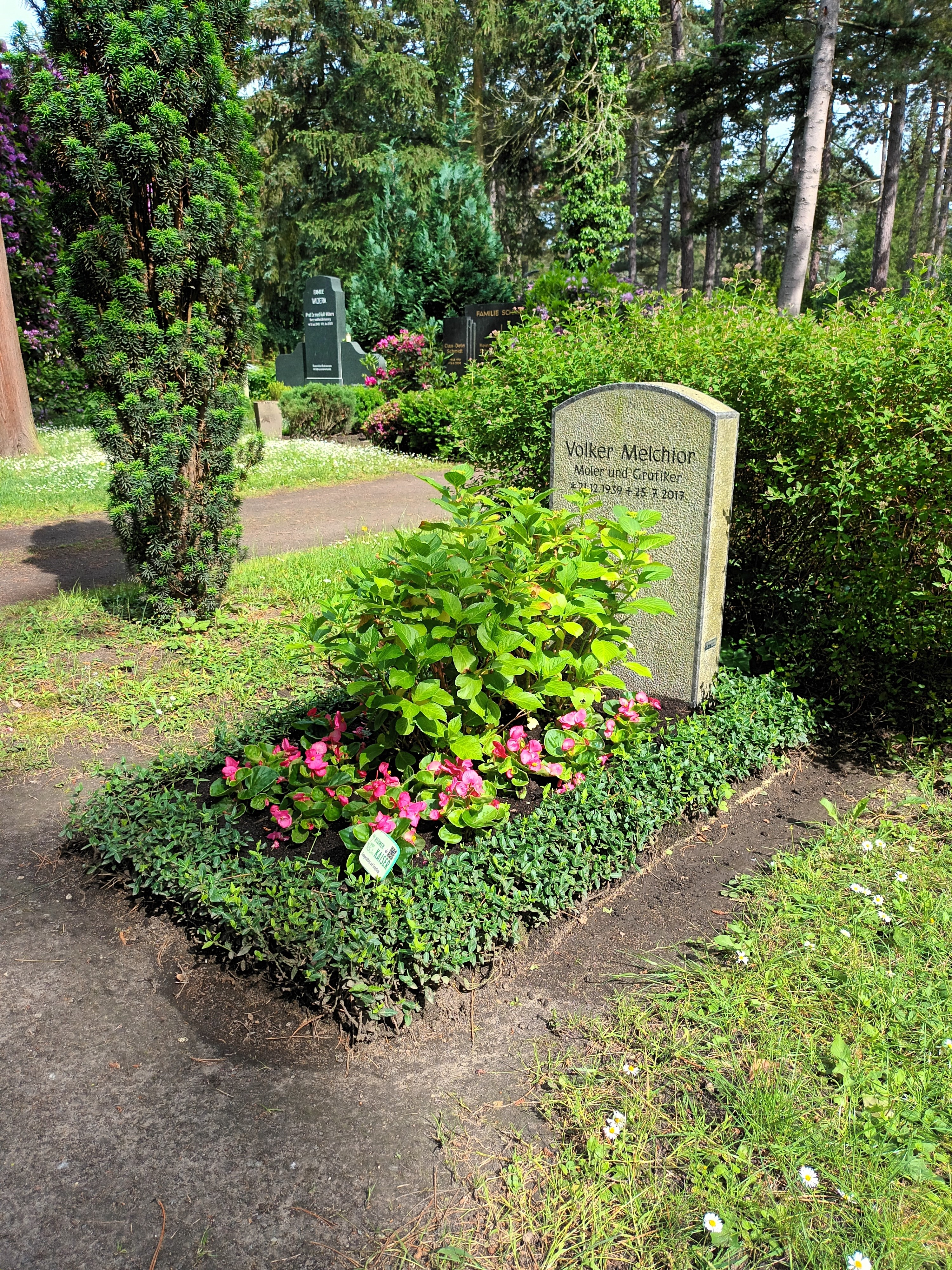
Grabstätte Volker Melchior

## Leben und Werk
Melchior absolvierte von 1953 bis 1956 eine Lehre als Musterzeichner und arbeitete anschließend in einem Plauener Stickerei-Betrieb. Von 1961 bis 1966 studierte er bei Heinz Wagner an der Hochschule für Grafik und Buchkunst Leipzig. Danach arbeitete er in Leipzig als freischaffender Grafiker, vor allem für die Werbung von Industrieunternehmen der DDR auf Messen im Inland und in Köln, Paris, Lyon, Göteborg, Kiew und Jerewan. Außerdem illustrierte er einige Bücher für die Evangelische Verlagsanstalt in Berlin.
Von 1984 bis 2005 war Melchior an der Burg Giebichenstein – Hochschule für Kunst und Design in Halle/Saale Lehrer im Grundlagenstudium.
Neben diesen Tätigkeiten betätigte er sich immer auch als freier Maler und Grafiker. Als Motive für seine Ölbilder und Grafiken (insbesondere Radierungen) wählte er Landschaften, Figürliches, Stillleben und Akte. Seine künstlerische Entwicklung wurde von der Leipziger Schule beeinflusst. Von realistischer und sachlich-strenger Darstellung wechselte er später zu einem expressiven, lyrisch-abstrakten Realismus, welcher sich insbesondere in seinen späten Werken mit Themen aus der Antike, der biblischen Geschichte und der französischen Revolution zeigt. Zu seinem Gesamtwerk gehören auch Wandgemälde und baugebundene Arbeiten.
Melchior wurde Mitglied des Vereins Leipziger Grafikbörse und war von 1969 bis 1990 Mitglied des Verbands Bildender Künstler der DDR.
Sein Urnengrab befindet sich auf dem Leipziger Südfriedhof.

## Werke (Auswahl)

### Tafelbilder
- Frühstückspause (1973, Öl, 69 × 60 cm)[3]

- Ein Leipziger Wintertag (1982, Öl auf Hartfaser; auf der IX. Kunstausstellung der DDR)
- Leipzig (um 1985 Öl auf Hartfaser, 74 × 89 cm)[4]
- Elsterflutbecken (1989, Öl auf Hartfaser, 74 × 90 cm)[5]
- Völkerschlachtdenkmal (1989, Öl auf Hartfaser, 110 × 139 cm)[6]

### Druckgrafik
- Doppelselbstporträt (1980, Lithografie, 41,5 × 59,0 cm)[7]
- Berliner Brücke (1984, Kreidelithografie auf Hahnemühlen-Bütten, 37 × 49,5 cm)[8]
- Komposition II (1996, Radierung, 49,2 × 64,2 cm)[9]
- Unzustellbar. Capricen. (Künstlerbuch mit 22 Originalradierungen; Auflage 20 Ex.). Grafikwerkstatt Werk II, Leipzig, 2000

### Buchillustrationen
- Christa Steege: Verregneter Urlaub. Evangelische Verlagsanstalt, Berlin, 1969
- Franz Prokein: Der schmale Weg. Evangelische Verlagsanstalt, Berlin, 1971
- Harry Blomberg: Eva. Lehrerin in Einöd. Roman einer tapferen Frau. Evangelische Verlagsanstalt, Berlin, 1972

## Beteiligung an Ausstellungen (unvollständig)
- seit 1976: Leipzig, mehrmals Leipziger Grafikbörse
- 1976: Kiew („Malerei aus der DDR“)
- 1982: Leipzig, Museum der Bildenden Künste („Selbstbildnisse Leipziger Künstler“)
- 1982/1983 und 1987/1988: Dresden, IX. und X. Kunstausstellung der DDR
- 1988 bis 1990: Leipzig, Russischer Pavillon auf der Alten Messe (1. bis 3. Leipziger Bildermesse; Verkaufsausstellung)
- 1990: Brignais („Menschenbild im Realismus“)
- 1991: Leipzig („Kunst aus Sachsen“)
- 2005: Leipzig, Große Sächsische Kunstausstellung